# Piatra Neamț

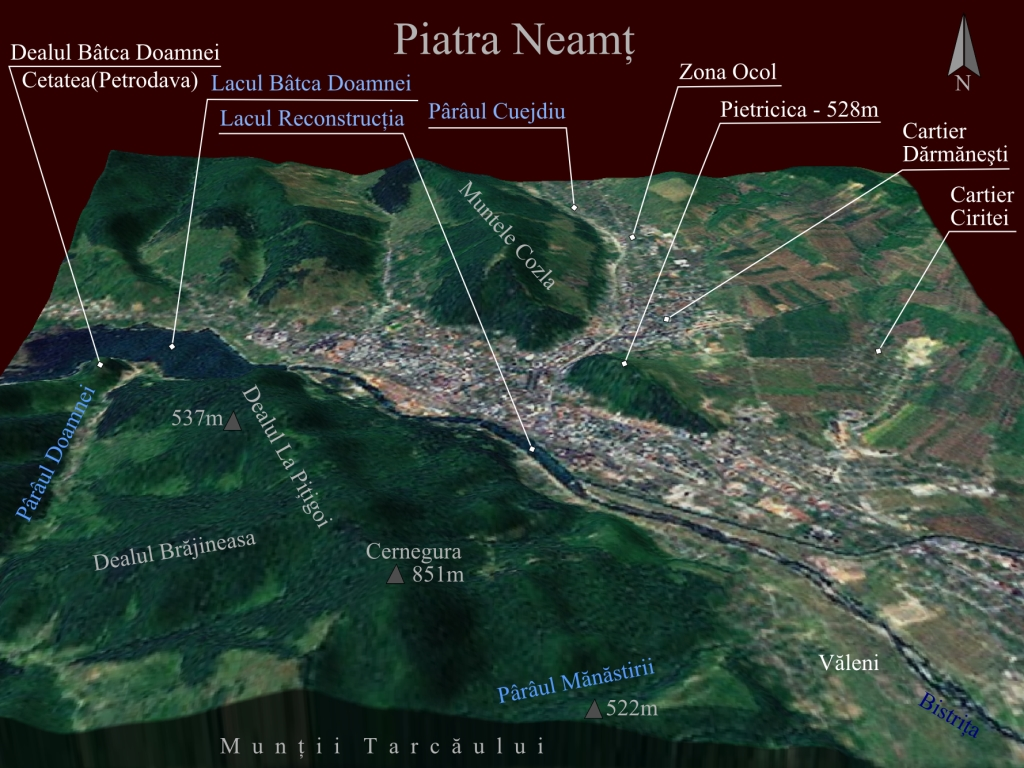
Piatra Neamț

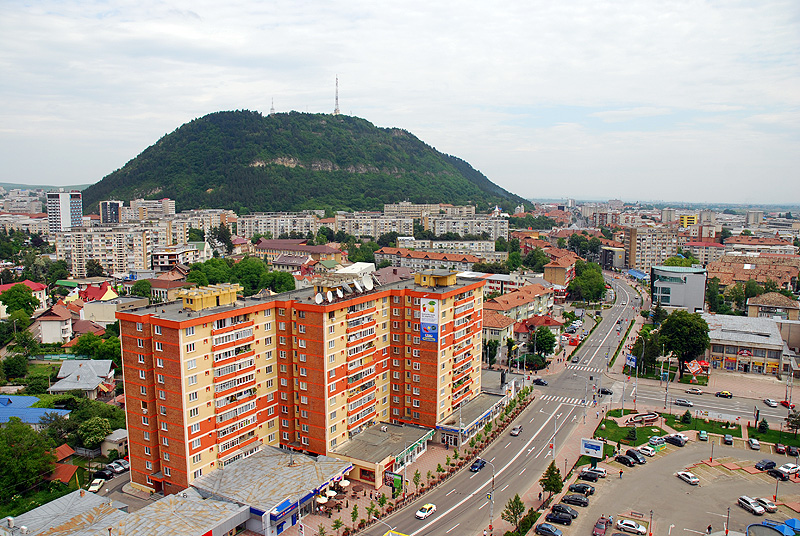
Blick auf Piatra Neamț

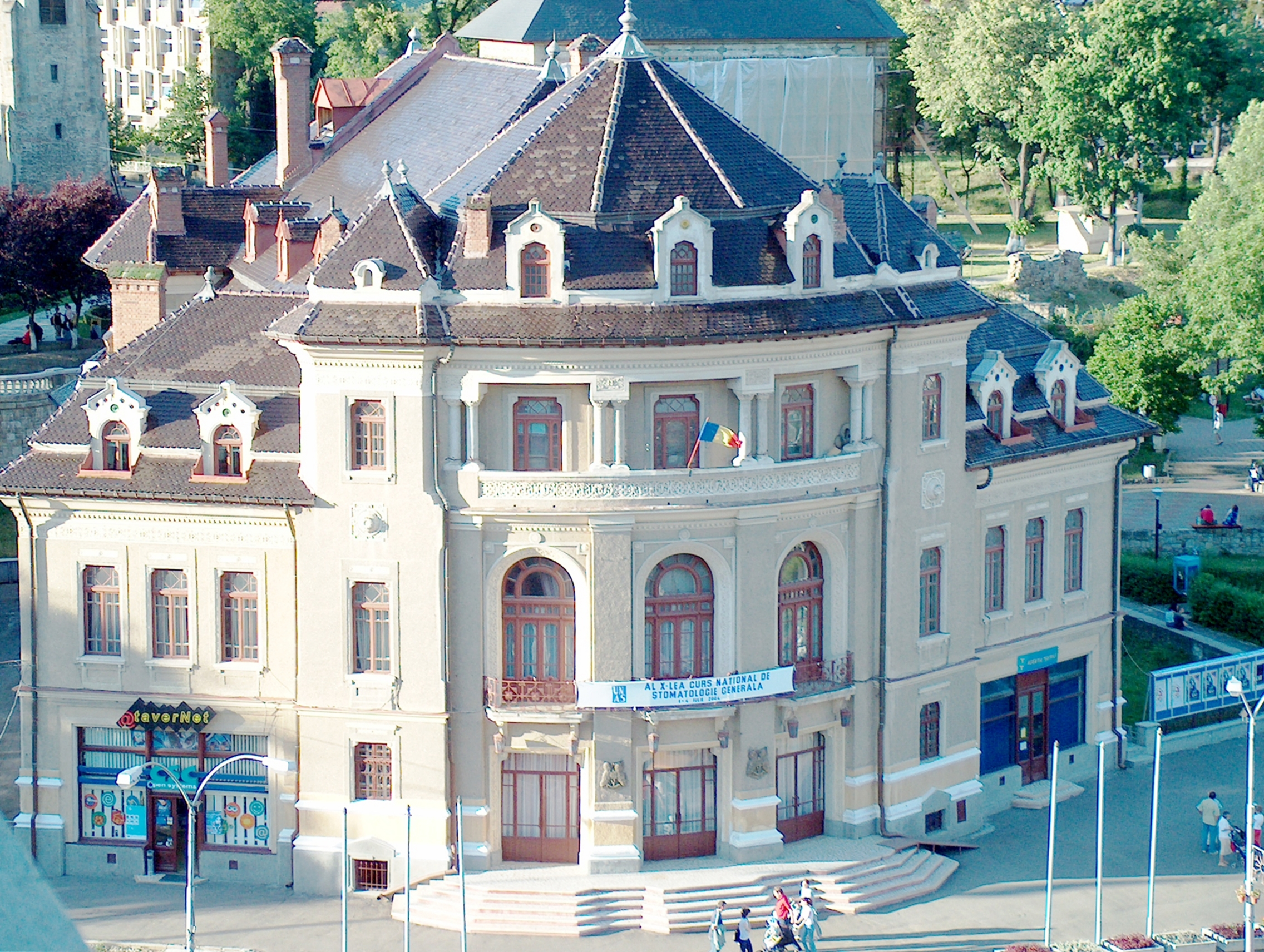
Teatru Tineretului („Jugendtheater“)

Piatra Neamț ([ˈpjatra ne̯amt͜s], deutsch Kreuzburg an der Bistritz, wörtlich „Deutschstein“, ungarisch Karácsonkő) ist die Hauptstadt des Kreises Neamț in Rumänien.

## Geographische Lage
Piatra Neamț liegt in der historischen Region Westmoldau, auf den Terrassen des linken Ufers der Bistrița (Bistritz) umgeben von Ausläufern der Ostkarpaten, den Bergen Pietricica, Cozla, Cernegura und Bâtca Doamnei an den Nationalstraßen Drum național 15, 15C und der 15D.

## Geschichte
Die ältesten Siedlungsspuren liegen am heutigen Stadtrand bei Poiana Cireșului („Kirschbaum-Wiese“) und stammen aus dem Gravettien, einer Kultur der jüngeren Altsteinzeit (die älteste Fundschicht ist ca. 28 000 Jahre alt). Die Region wurde später ein Siedlungszentrum der neolithischen Cucuteni-Tripolje-Kultur.
Die Stadt wurde Ende des 14. Jahrhunderts als Piatra lui Crăciun gegründet. Sie entwickelte sich nach der Errichtung eines Fürstenhofes durch Ștefan cel Mare, Fürst der Moldau (1433–1504), zu einem berühmten Kunstgewerbe- und Wirtschaftszentrum. Der nahe liegende Ort Târgu Neamț war im Mittelalter Zentrum einer deutschsprachigen Siedlerkolonie, daher auch der Name: Neamț ist ein veralteter rumänischer Begriff für „deutsch“.

## Bevölkerung
Gemäß den Angaben der europäischen Statistikbehörde EUROSTAT aus dem Jahr 2001 betrug das durchschnittliche jährliche Bevölkerungswachstum −2,0 %. 17,1 % der Menschen waren erwerbslos. 15,6 % der Bevölkerung waren unter 15 Jahren, 2,8 % waren über 75 Jahre alt.

## Sehenswürdigkeiten

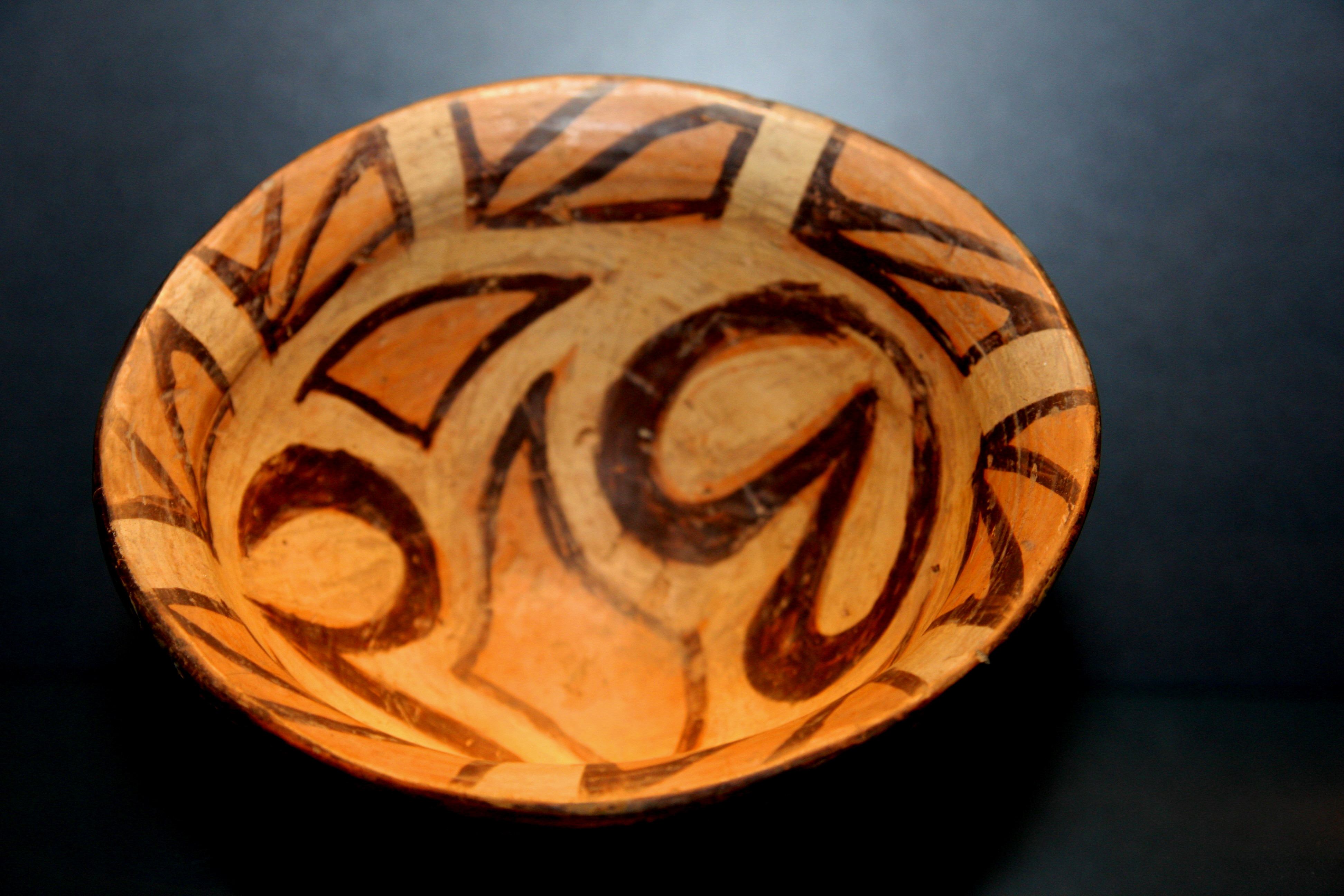
Neolithische Cucuteni-Keramik

- Der Fürstenhof (1468–1475 errichtet)[4]
- Die Holzkirche Adormirea Maicii Domnului
- Die Kirche Sf. Ioan Botezatorul
- Holzsynagoge und die neue Synagoge
- Mehrere Museen der Stadt. Eine bedeutende Sammlung der neolithischen Cucuteni-Tripolje-Kultur befindet sich im Archäologischen Museum (Muzeul de Artă eneolitică Cucuteni).
- Kloster Sf. Vasile Cel Mare (etwa 10 km nördlich)
- Kloster Bistrița (etwa 10 km westlich)

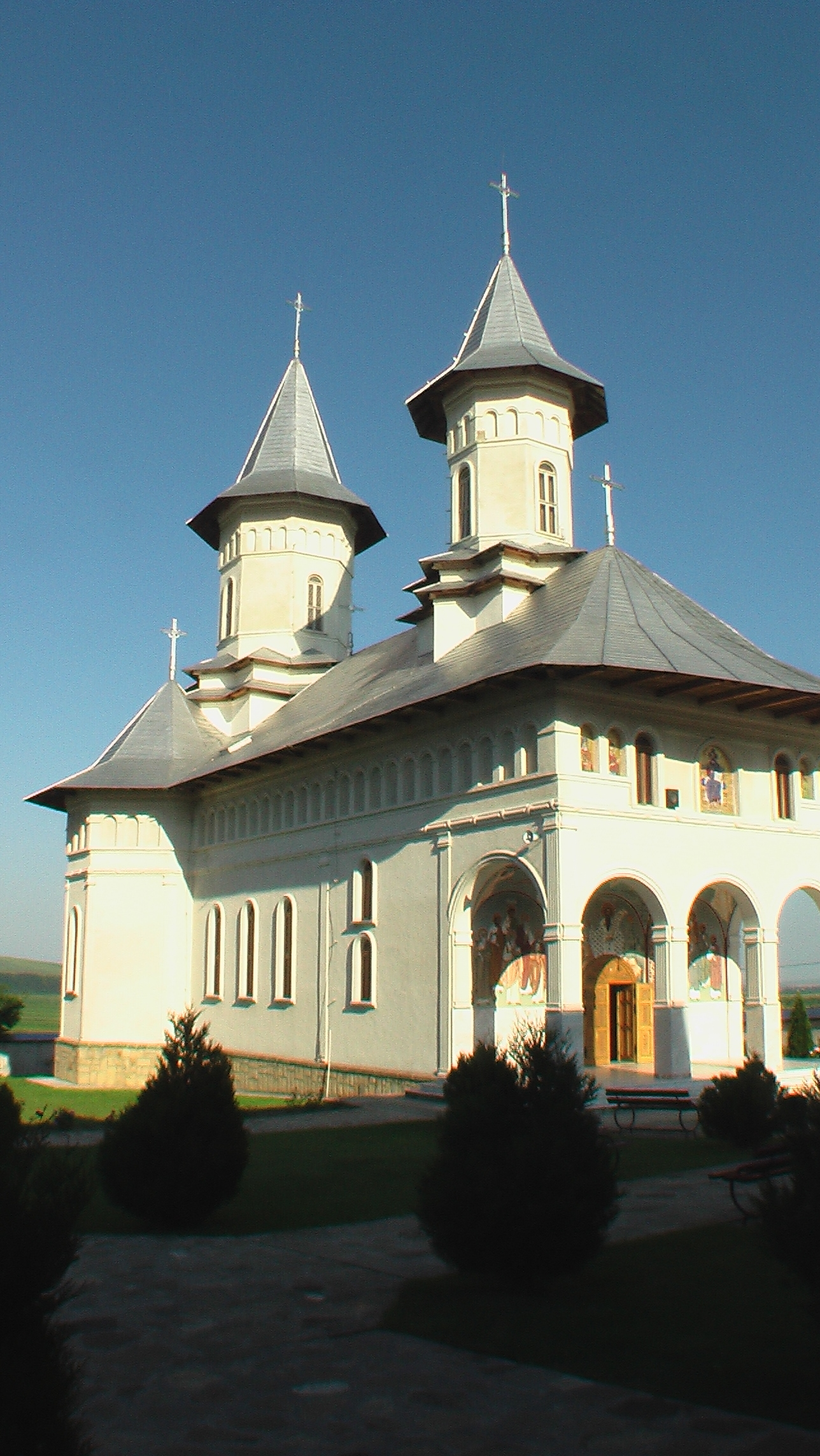
Kloster Sf. Vasile Cel Mare
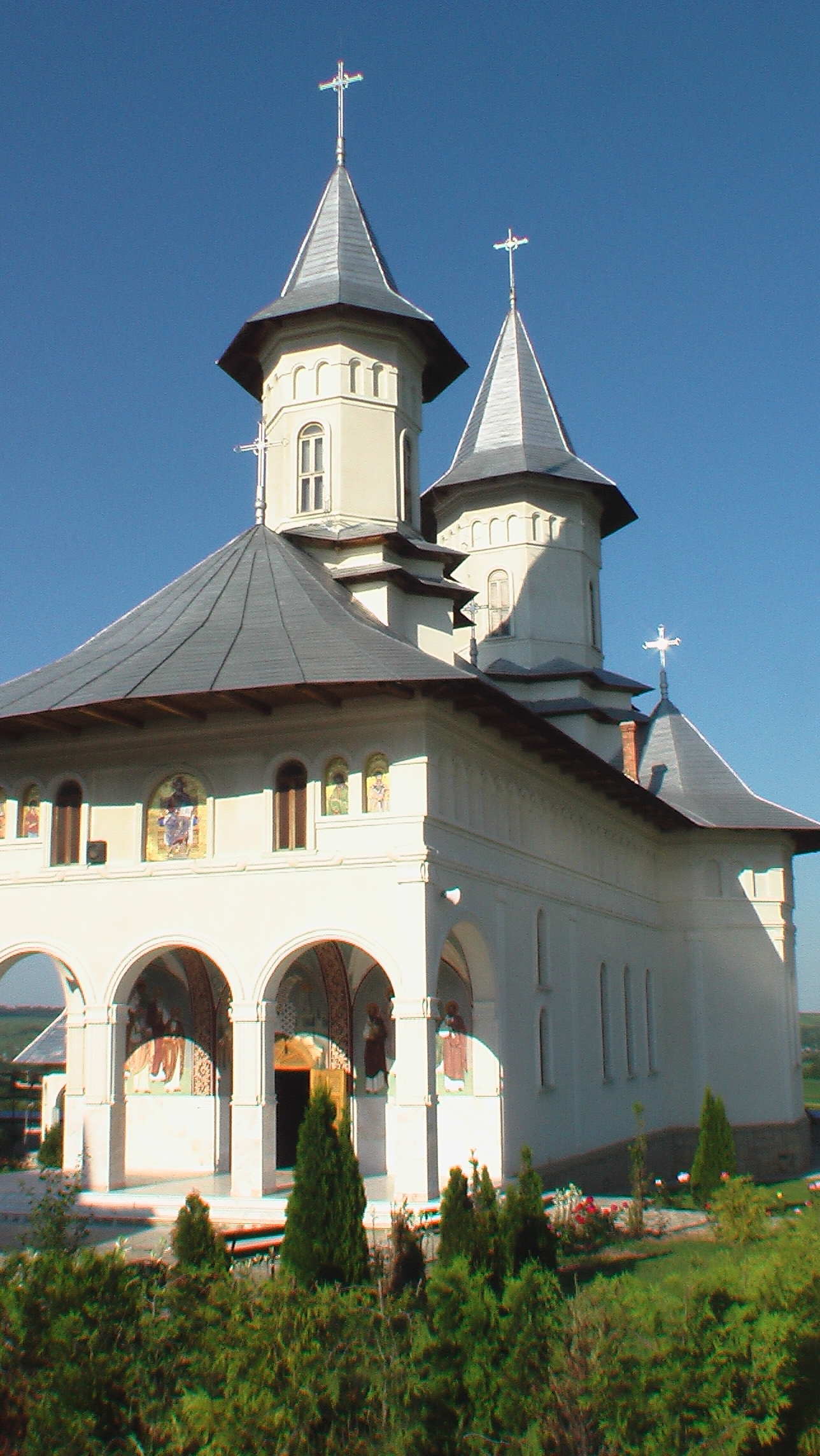
Kloster Sf. Vasile Cel Mare
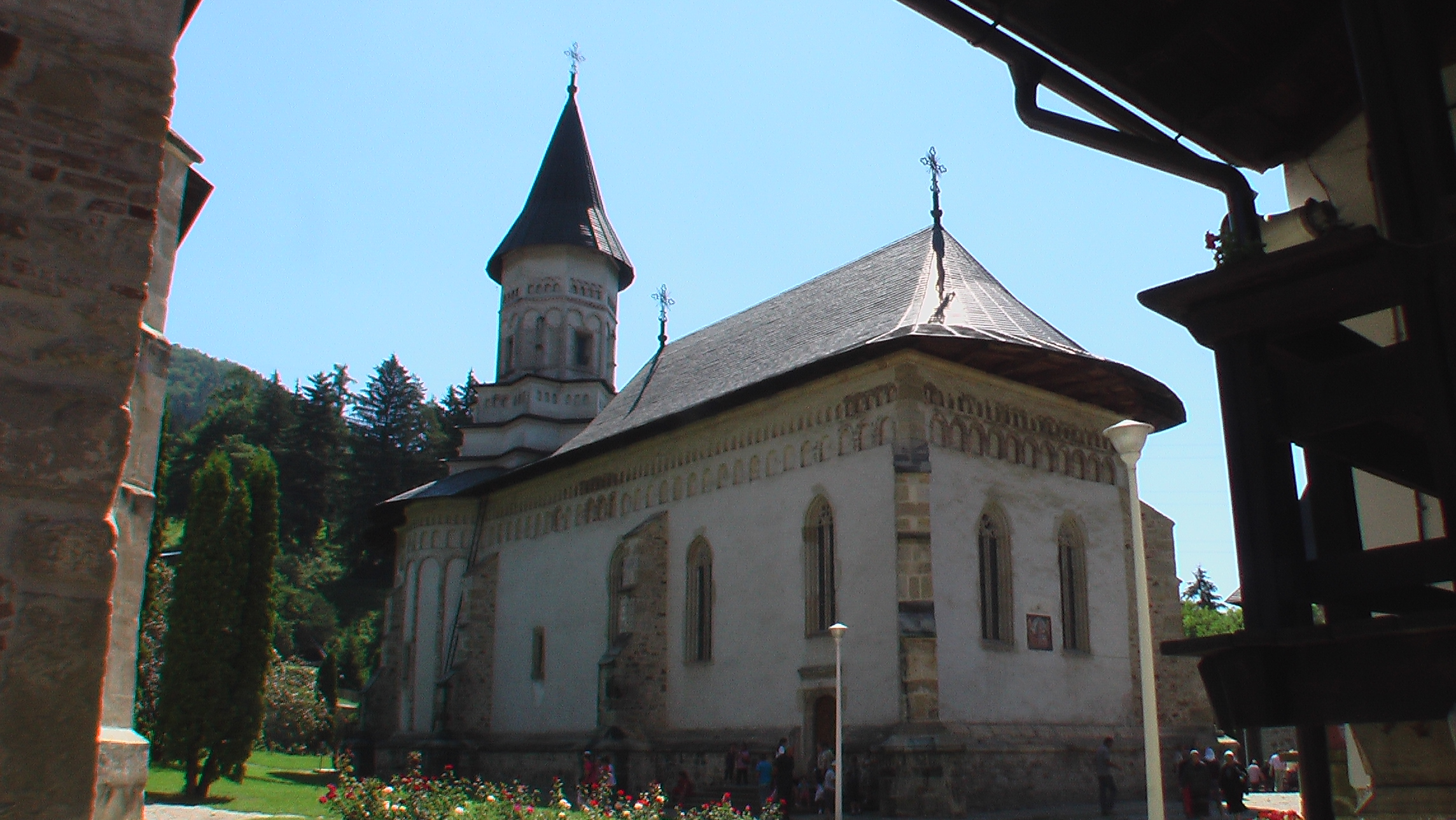
Kloster Bistrița
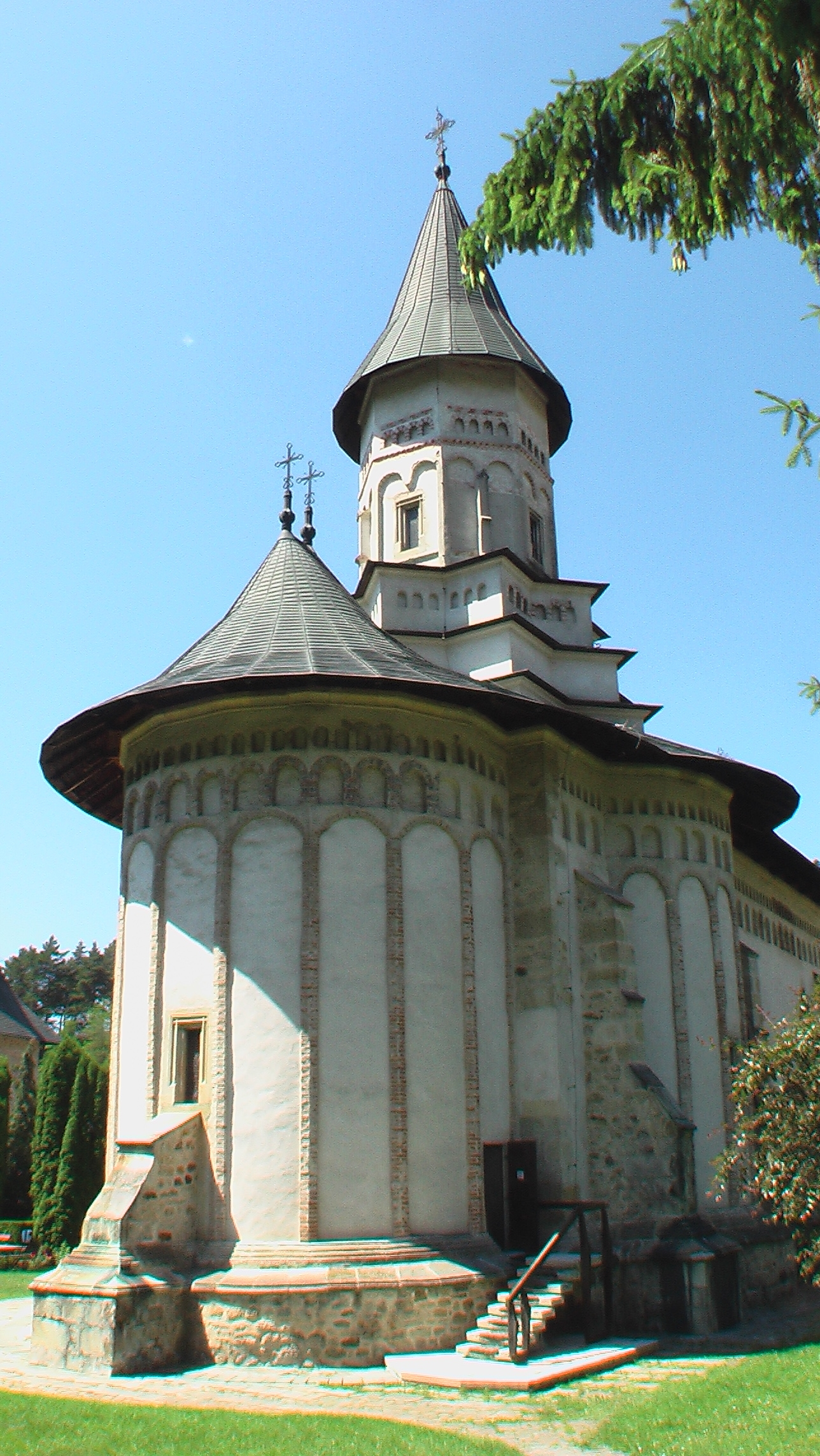
Kloster Bistrița

## Söhne und Töchter der Stadt
- Sanmicheli Wolkenstein (1873–1910), Architekt
- Victor Brauner (1903–1966), französischer Maler
- Harry Brauner (1908–1988), Musikethnologe, Journalist und Hochschullehrer
- Jan Tausinger (1921–1980), rumänisch-tschechischer Komponist, Dirigent, Chorleiter und Musikpädagoge
- Constantin Iftodi (1924–2000), Politiker und Diplomat
- Ion Nunweiller (1936–2015), Fußballspieler
- Mihail Lupoi (1953–2012), Architekt, Offizier und Politiker
- Iulia Olteanu (* 1967), Leichtathletin
- Mihaela Rădulescu (* 1969), Fernsehmoderatorin, TV-Produzentin, Unternehmerin, Autorin und Aktivistin
- Adrian Iencsi (* 1975), Fußballspieler
- Bogdan Țăruș (* 1975), Leichtathlet
- Ionel-Sorin Moisă (* 1976), Politiker
- Laura Vasiliu (* 1976), Schauspielerin
- Mihai Trăistariu (* 1976), Sänger
- Ciprian Săcăleanu (* 1978), Handballspieler und trainer
- Florin Lovin (* 1982), Fußballspieler
- Lucian Burdujan (* 1984), Fußballspieler
- Alexandru Maxim (* 1990), Fußballspieler
- Ana-Maria Trăsnea (* 1994), deutsche Politikerin
- Ioana Țigănașu (* 2000), Leichtathletin

## Städtepartnerschaften
Die Stadt Piatra Neamț pflegt Städtepartnerschaften mit:
- Mably im Département Loire in Frankreich
- Riorges, Département Loire
- Roanne, Département Loire
- Villerest, Département Loire
- Lod  im Zentralbezirk Israels
- Kirjat Malʾachi in Israel
- Beinasco in Italien
- Verbania in Italien
- Orhei in der Republik Moldau
- Manilva in Spanien
- Bergama in der Türkei
- Hlyboka in der Ukraine
- Alpharetta in den USA

## Monografische Studien
- Mihail Apăvăloae (Hrsg.): Monografia orașului Piatra-Neamț. Cetatea Doamnei, Piatra-Neamț 2005, ISBN 978-973-99857-8-9, S. 436.
- Bostan Constantin, Costachi Cristina, Botez Mihai (Hrsg.): Bine aţi venit la Piatra-Neamţ = Bienvenue à Piatra-Neamţ = Welcome to Piatra-Neamţ. Acțiunea, Piatra-Neamț 2010, ISBN 978-973-88811-7-4, S. 36.
- Iacomi Gheorghe, Bostan Constantin (Hrsg.): Piatra-Neamţ şi împrejurimi: parfumul amintirilor, aroma evocărilor. Acțiunea, Piatra-Neamț 2009, ISBN 978-973-88811-3-6, S. 120.
- Marcel Drăgotescu (Hrsg.): Piatra Neamt: file de monografie. Cetatea Doamnei, Piatra-Neamț 2004, ISBN 978-973-99857-5-8, S. 135.
- Sergiu-Marin Găbureac (Hrsg.): La pas prin Piatra-Neamț. Cetatea Doamnei, Piatra-Neamț 2000, ISBN 978-973-99857-1-0, S. 57.
- Sergiu-Marin D. Găbureac (Hrsg.): Paşi prin Piatra-Neamţ. Biblioteca Bucureștilor, București 2009, ISBN 978-973-8369-38-2, S. 160.